# 甲你攬牢牢
甲你攬牢牢，是由春美歌劇團所演出的歌仔戲作品，該作品將失智症的議題融入了作品中。2019年11月2日第一場與2019年11月3日第二場皆在高雄市岡山文化中心演藝廳演出。

## 作品內容
該作品劇情在描述一對從小定親的未婚夫妻，因為官兵追捕強盜的恩怨中，主角岳雲鶴為了施救中毒的未婚妻沈香蘭而服用了忘魂丹，進而導致翁岳雲鶴記憶混亂且退化，沈香蘭則抱懷著兩人忠貞不渝的心意轉化成了不離不棄的決心。

## 場次
| 場次 | 日期          | 時間            | 地點               |
| ---- | ------------- | --------------- | ------------------ |
| 1    | 2019年11月2日 | 19時30分(UTC+8) | 岡山文化中心演藝廳 |
| 2    | 2019年11月3日 | 14時30分(UTC+8) | 岡山文化中心演藝廳 |

## 製作人員
- 導演：張旭南[1][2][3]
- 編劇：江佩玲[1][2][3]
- 音樂設計：呂冠儀[1][2][3]
- 身段指導：黃宇琳[1][2][3]

## 外部連結
- 春美歌劇團Facebook粉絲專頁 （页面存档备份，存于）